# Вірджинія Гарднер
Вірджинія Елізабет Гарднер (англ. Virginia Gardner; нар. 18 квітня 1995, Сакраменто) — американська акторка.

## Біографія
Народилася 18 квітня 1995 року в Сакраменто. Закінчила 8 класів денної школи Сакраменто Кантрі, потім проходила онлайн-навчання.
Працювала моделлю для «kohl's», «Famous Footwear», «Hollister Co.». Дебютувала на телебаченні в 2011 році епізодичною роллю в серіалі «Зої Гарт з південного штату». З 2013 по 2014 рік знімалася в серіалі «Голдберги». У 2014 році зіграла одну з головних ролей у фільмі «Континуум». У 2016 році вийшов фільм Девіда Гордона Гріна з її участю — «Козел». У 2018 році виконала одну з ролей у горорі «Хелловін», а в 2019 році з'явилася в драмі від Netflix «Всі радісні місця».

## Фільмографія
| Рік         |   | Українська назва                    | Оригінальна назва                 | Роль                       |
| ----------- | - | ----------------------------------- | --------------------------------- | -------------------------- |
| 2011        | с | Зої Гарт із південного штату        | Hart of Dixie                     | молода Леймон Бріленд      |
| 2012        | с | Піддослідні                         | Lab Rats                          | Даніель                    |
| 2013        | с | Хор                                 | Glee                              | Кеті Фіцджеральд / Марісса |
| 2013 — 2014 | с | Ґолдберґи                           | The Goldbergs                     | Лексі Блум                 |
| 2014        | ф | Континуум                           | Project Almanac                   | Христина Раскін            |
| 2015        | с | Як уникнути покарання за вбивство   | How to Get Away with Murder       | Моллі                      |
| 2016        | ф | Козел                               | Goat                              | Ліа                        |
| 2016        | с | Закон і порядок: Спеціальний корпус | Law & Order: Special Victims Unit | Саллі Ландрі               |
| 2016        | ф | Хороші діти                         | Good Kids                         | Емілі                      |
| 2016        | с | Особливо тяжкі злочини              | Major Crimes                      | Брі Міллер                 |
| 2016        | ф | Розкажи мені, як я помру            | Tell Me How I Die                 | Анна                       |
| 2016        | с | Секрети і брехня                    | Secrets and Lies                  | Рейчел                     |
| 2017 — 2019 | с | Втікачі                             | Runaways                          | Кароліна Дін               |
| 2018        | ф | Маленькі стерви                     | Little Bitches                    | Келлі                      |
| 2018        | ф | Гелловін                            | Halloween                         | Вікі                       |
| 2018        | ф | Морська зірка                       | Starfish                          | Обрі                       |
| 2018        | ф | Вечірка монстрів                    | Monster Party                     | Айріс                      |
| 2019        | с | Праведні Джемстоуни                 | The Righteous Gemstones           | Люсі                       |
| 2019        | с | Струни душі Доллі Партон            | Dolly Parton's Heartstrings       | молода Харпер              |
| 2020        | ф | Всі радісні місця                   | All the Bright Places             | Аманда                     |
| 2022        | ф | Падіння / «Над безоднею»            | Fall                              | Гантер                     |
| 2022        | с | Газлайт                             | Gaslit                            | Шерон                      |
| 2023        | ф | Моє прекрасне нещастя               | Beautiful Disaster                | Еббі Абернаті              |
| 2024        | ф | Моє прекрасне весілля               | Beautiful Wedding                 | Еббі Абернаті              |
| 2025        | ф | Секс, шлюб, вбивство                | F*** Marry Kill                   | Келлі                      |